# Regina Hofer
Regina Hofer (República Democrática Alemana, 18 de agosto de 1947) fue una atleta alemana especializada en la prueba de 4 × 100 m, en la que consiguió ser campeona europea en 1969.

## Carrera deportiva
En el Campeonato Europeo de Atletismo de 1969 ganó la medalla de oro en los relevos de 4x100 metros, con un tiempo de 43.63 segundos que fue récord de los campeonatos, llegando a meta por delante de Alemania del Oeste y Reino Unido (bronce).